# Relativisme
Ne doit pas être confondu avec Théorie de la relativité ou relativiste.
 (novembre 2013).
 (mars 2023).
Motif : Style confus, répétitif, passages incompréhensibles...
Le relativisme est une vue philosophique qui nie les prétentions à l'objectivité dans un domaine particulier, ou parfois dans l'ensemble du champ des connaissances, et affirme que les évaluations dépendent de la perspective d'un observateur ou de leur contexte,, les origines du relativisme pouvant être tracées jusqu'à l'Antiquité. Il en existe différentes variantes.

## Histoire
Le sophiste Protagoras est resté célèbre pour son agnosticisme avoué et un certain relativisme :
« L'homme est la mesure de toute chose ». C’est avec ces mots, attribués à Protagoras, que Platon réfute dans le Théétète (152a-183b), qu'est formulée la première philosophie relativiste.
Le gnostique Carpocrate et ses adeptes soutiennent que Bouddha, Moïse, Mani et Jésus avaient la même valeur sur le plan humain[source insuffisante].

## Les arguments relativistes
Un des arguments du relativisme est que nos propres biais cognitifs nous empêchent d’être objectifs, nos propres sens s’interposent entre nous et l’observé. De plus un biais de notation, à travers le langage utilisé, s’applique à ce que nous avons appris. Enfin, il nous reste un biais culturel partagé avec les autres observateurs de la même culture mais qui peut différer selon les cultures et nous ne pouvons pas espérer lui échapper complètement.
Les sceptiques affirment par contre que les certitudes subjectives et les objets concrets font partie de notre vie quotidienne et qu’il n’y a donc pas grande valeur à vouloir écarter des concepts comme l’objectivité et la vérité. Les objectivistes considèrent qu’il n’y a aucun moyen de prouver l’introduction de biais par nos sensations ; une telle preuve ne serait pas valide car les connaissances nécessaires à cette preuve ont été acquises via nos perceptions et dans un tel système philosophique les perceptions sont considérées valides axiomatiquement.

## Les relativismes

### Relativisme épistémologique
Le relativisme épistémologique, ou relativisme factuel, avant d’être revendiqué, a été une accusation, formulée en particulier contre Thomas Samuel Kuhn (défi relevé par Paul Feyerabend).
George Lakoff définit le relativisme dans son livre Metaphors We Live By (Les Métaphores dans la vie quotidienne, traduction française publiée aux Éditions de Minuit), comme un rejet du subjectivisme et de l’objectivisme pour se concentrer sur les relations entre elles, c’est-à-dire comment nous mettons en relation notre expérience courante avec la précédente. Cette attitude le rapproche de l’anti-réalisme de Pierre Duhem et de Henri Poincaré (cités par Alan Chalmers dans What is this thing called Science?) : la valeur d’une théorie scientifique est comparable à celle du catalogue d’une bibliothèque, c’est son utilité, et non pas le fait de savoir si elle est vraie ou fausse. Bruno Latour fait remarquer quant à lui, que le contraire du relativisme n’est pas l’universalisme mais l’absolutisme moral.
Dans l'ouvrage La Vie de laboratoire, Bruno Latour et Steve Woolgar montrent que la description naïve de la méthode scientifique selon laquelle la réussite ou l'échec d'une théorie dépendent du résultat d'une seule expérience ne correspond pas à la pratique réelle des laboratoires. Une expérience pouvant produire des données peu concluantes attribuées à un défaut du dispositif expérimental ou de la procédure, la compétence des scientifiques, acquise au cours de leur formation, consiste à trier les données qui doivent être gardées et celles qui doivent être rejetées. Un processus qui, pour un regard extérieur « non-éduqué », peut être perçu comme une manière d'ignorer les données qui contredisent l'orthodoxie scientifique. Ils défendent ainsi l'idée que les objets d'étude scientifiques sont « socialement construits » dans les laboratoires, qu'ils n'ont pas d'existence en dehors des instruments de mesure et des spécialistes qui les interprètent. Plus largement, ils considèrent l'activité scientifique comme un système de croyances, de traditions orales et de pratiques culturelles spécifiques.
Dans un ouvrage sur Pasteur, Latour met en lumière les forces sociales qui interviennent dans la carrière du scientifique et la façon dont ses théories sont finalement acceptées par la société. En donnant des raisons d'ordre idéologique pour expliquer l'accueil plus ou moins favorable du travail de Pasteur selon les milieux, Latour cherche à saper l'idée selon laquelle l'acceptation ou le rejet des théories scientifiques est essentiellement, ou même habituellement, de l'ordre de l'expérience, de la preuve ou de la raison.
Le relativisme épistémologique fut critiqué de façon sarcastique par Richard Dawkins.
Paul Boghossian s'est rendu célèbre par ses positions très marquées contre le relativisme épistémologique. Son livre La Peur du savoir a reçu le Prix Choice Award pour l'année 2006. Dans les cercles postmodernes, Boghossian est connu pour sa réponse à l'Affaire Sokal.

### Relativisme cognitif
Le relativisme cognitif est une variante du relativisme épistémologique qui épouse un point de vue selon lequel « la connaissance est le produit d'une construction et qu'elle ne saurait pour cette raison être tenue pour objective ». Ceci a comme conséquence que toute vérité scientifique n'est que relative et provisoire, et peut-être que la connaissance du réel dans l'absolu est impossible. Même les mathématiques, malgré leur précision logique rigoureuse, sont marquées, depuis les travaux du logicien et mathématicien Kurt Gödel dans la première moitié du XXe siècle, par une incomplétude fondamentale qui s'illustre par des propositions dont l'indécidabilité est irréductible. Alors le relativisme suggère que même les mathématiques ne sont qu'une projection de notre fonctionnement cérébral, de notre langage et de notre système perceptif sur la réalité et non sa description objective ; qu'elles ne nous disent rien en fait du réel effectif.
À ce point de vue s'opposerait toutefois, selon le physicien quantique (et prix Nobel) Eugene Wigner, la « déraisonnable efficacité des mathématiques pour les sciences naturelles », car il observe que les mathématiques, construction intellectuelle humaine, semblent pourtant épouser étroitement les conditions d'application au réel des théories physiques, même dans leur dimension empirique, et améliorent toujours plus la prédictibilité expérimentale de ces théories [voir l'article de la Wikipédia en anglais : The Unreasonable Effectiveness of Mathematics in the Natural Sciences (en)]. Cette question de la connaissabilité du réel, que le relativisme remet en cause, est aussi au cœur de la « théorie de l'influence de la conscience » dans le problème de la mesure en mécanique quantique, bien illustrée par une expérience de pensée particulière, le « paradoxe de l'ami de Wigner », proposée en 1961 par le même Eugene Wigner.

### Relativisme culturel
Le concept de relativisme culturel a de l’importance pour les philosophes, psychologues, sociologues et anthropologues. Les philosophes explorent comment la vérité de nos croyances dépend ou non de, par exemple, notre langage, notre vision du monde, notre culture… ; le relativisme éthique en fournissant un exemple. De leur côté, les anthropologues essaient de décrire le comportement humain. Pour eux le relativisme se réfère à une méthodologie avec laquelle le chercheur tente de suspendre (ou de mettre entre parenthèses) son propre biais culturel pour comprendre les croyances et comportements dans leurs contextes locaux.

### Relativisme moral
Le relativisme moral (ou éthique) est l'idée qui consiste à dire qu'il n'est pas possible d'ordonner les valeurs morales par l'utilisation de critères de classement.
Des penseurs idéalistes, comme Kant, chercheront à démontrer l'unicité de « la Morale » en laïcisant la morale chrétienne qui se veut unique et universelle.
Des penseurs naturalistes, comme Spinoza ou Nietzsche, conserveront la pluralité des morales humaines tout en tâchant de trouver des critères permettant d'évaluer une valeur (« Quelle est la valeur d'une valeur morale ? »). La favorisation ou la nuisance à la vie est le critère le plus souvent rencontré chez les penseurs matérialistes.

## Critiques du relativisme
Parmi les opposants revendiqués au relativisme, le pape Benoît XVI a dénoncé dans un discours prononcé le 18 avril 2005, la veille de son élection « une dictature du relativisme qui ne reconnaît rien comme définitif et qui donne comme mesure ultime uniquement son propre ego et ses désirs. » Selon Benoît XVI, qui met en garde contre les dangers du relativisme, « le fruit qui perdure est le résultat de tout ce que nous avons semé dans les âmes humaines : l’amour, la connaissance, un geste capable de réchauffer les cœurs, des mots qui ouvrent l’âme à la joie du Seigneur. »
Les détracteurs du relativisme, comme Alan Sokal, ont fait remarquer que l'affirmation selon laquelle « il n'existe aucune vérité absolue » est trivialement autocontradictoire. En effet, si la proposition est admise comme vraie, alors elle doit s'appliquer à elle-même, et est en conséquence fausse. De même, l'énoncé simplificateur « Tout est relatif » pourrait être soumis à cette démonstration.
Dans les sciences physiques, les théories dites relativistes amènent à distinguer les postulats de la théorie et la validité de la théorie. Ainsi même la relativité générale, en dépit de ce que pourrait suggérer son nom, ne suppose pas une relativité absolue. Au contraire, la relativité, comme l’emploie notamment Albert Einstein, est construite sur la supposition d'invariants, comme la vitesse de la lumière. En ce sens, la théorie demande de concéder l’existence d’absolues. Cependant, pour dépasser le seul stade de la validité logique, les conclusions de la théorie doivent correspondre aux résultats obtenus lors d’expérimentations scientifiques. En cas de non-correspondance, la théorie sera invalidée par l’expérience. Dans le cas contraire, l’expérience conforte la théorie, mais ne la valide pas de façon absolue. Rigoureusement, la théorie n’est d’ailleurs pas non plus invalidée par l’expérience, puisque les erreurs dans l’exécution et l’analyse des expérimentations demeurent possibles.

#### Bases de données et dictionnaires
- Ressources relatives à la recherche :   - Internet Encyclopedia of Philosophy
  - PhilPapers (objet)
  - Stanford Encyclopedia of Philosophy
- Notices dans des dictionnaires ou encyclopédies généralistes :   - Britannica
  - Den Store Danske Encyklopædi
  - Enciclopedia italiana
  - Gran Enciclopèdia Catalana
  - Treccani
  - Universalis
- Notices d'autorité :   - Japon
  - Israël
  - Tchéquie